# Scholarpedia
Scholarpedia — энциклопедия в Интернете, работающая на программном обеспечении MediaWiki, статьи в которой пишутся учёными и экспертами в соответствующей предметной области и проходят обязательное рецензирование. Статьи находятся в свободном доступе, но не могут быть скопированы массово, в отличие от Википедии (см. Как сделать копию Википедии). Автор обязательно указывается в начале статьи, а сама статья получает индекс doi.
Первая (заглавная) страница появилась 1 февраля 2006 года. Главным редактором является Евгений Ижикевич.
Редактировать статьи могут только зарегистрированные пользователи. Авторы сами для себя назначают конечный срок написания статьи и выкладывают сразу полную версию статьи. После этого в свободном доступе присутствует только проверенная версия статьи, и любые правки появляются только после одобрения так называемого «куратора» статьи, которым обычно является автор статьи. Пользователи имеют «индекс научности», который уменьшается или увеличивается в зависимости от действий пользователя и от которого зависят некоторые его права.
Scholarpedia не всеобщая энциклопедия. По состоянию на август 2008 года она имеет разделы:
1. Вычислительная нейронаука.
2. Теория динамических систем.
3. Вычислительный интеллект.
4. Астрофизика
5. Физика.

Однако предполагается, что если проект будет успешен, то появятся разделы, соответствующие всему спектру науки. Первоначальное расширение предполагается вести за счёт расширения имеющихся разделов, например, второй из перечисленных выше должен превратиться в энциклопедию по математике, третий — в энциклопедии по компьютерным наукам.
Scholarpedia проводит выборы авторов для различных статей, имеющие основной целью найти изобретателей конкретного явления с тем, чтобы они сами написали статью о своём детище. Так, Джимми Уэйлс и Ларри Сэнгер были выбраны для работы над статьёй о Википедии. Идея заимствована из Британники, для которой в своё время писали статьи многие известные учёные, такие как Зигмунд Фрейд или Альберт Эйнштейн.